# Tirosina decarbossilasi
La tirosina decarbossilasi è un enzima appartenente alla classe delle liasi che catalizza la reazione
L-tirosina ⇄ tiramina + CO2
Questo enzima ha un solo substrato, la L-tirosina, e due prodotti: tiramina e anidride carbonica.
Questo enzima appartiene alla famiglia delle liasi, in particolare alle carbossiliasi, che scindono legami carbonio-carbonio. Il nome sistematico di questa classe enzimatica è L-tirosina carbossi-liasi (formante tiramina). Altri nomi comunemente utilizzati includono L-tirosina decarbossilasi, L-(−)-tirosina apodecarbossilasi e L-tirosina carbossi-liasi. Questo enzima partecipa al metabolismo della tirosina e alla biosintesi degli alcaloidi. Utilizza come cofattore il fosfato di piridossale.